# Emeric de Schöneck
Emeric de Schöneck (né à une date inconnue au XIIIe siècle - mort en 1308) était un religieux allemand du Moyen Âge, qui fut évêque de Worms au début du XIVe siècle.

## Biographie

armoiries des seigneurs de Schöneck

Emeric était le frère de Simon de Schöneck et l'oncle de Conrad de Schöneck.
Le castel de Schœnecken, construit sur un fonds appartenant au monastère de Prüm, était à proprement parler le siège des voués de cette abbaye.
Il était écolâtre de Mayence lorsque le pape Clément V le nomma en 1306 à l'évêché de Worms qu'il gouverna pendant environ deux ans. Il mourut en 1308 et fut inhumé dans le grand chœur de la Cathédrale Saint-Pierre de Worms, devant le maître-autel.